# Pontestura

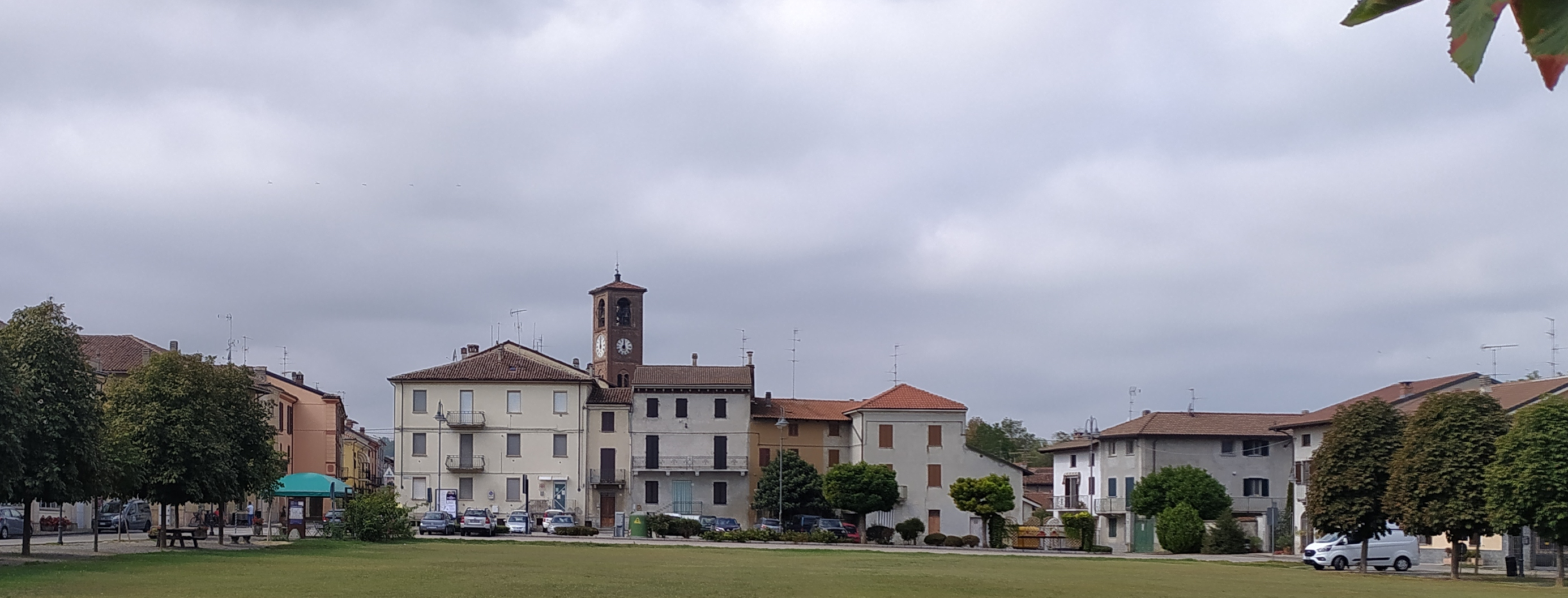

Pontestura  (également écrit Ponte-Stura ou français : Pont-de-Sture) est une commune de la province d'Alexandrie dans la région Piémont en Italie.

## Géographie
Pontestura est située au confluent de la Stura del Monferrato et du Pô.

## Administration
| Période                                  | Période | Identité | Étiquette | Qualité |
| ---------------------------------------- | ------- | -------- | --------- | ------- |
|                                          |         |          |           |         |
| Les données manquantes sont à compléter. |         |          |           |         |

### Communes limitrophes
Camino, Casale Monferrato, Cereseto, Coniolo, Morano sul Po, Ozzano Monferrato, Serralunga di Crea, Solonghello